# Philipp Gessler
Philipp Gessler (* 5. Februar 1967 in München) ist ein deutscher Journalist und Sachbuchautor.
Nach dem Studium von Geschichte, Theologie und Journalismus sowie Auslandsaufenthalten in Brasilien und Russland besuchte Gessler die Henri-Nannen-Schule und absolvierte ein Volontariat beim Deutschen Depeschendienst. 
Danach war er Redakteur beim Magazin Focus und der taz sowie bei Deutschlandfunk Kultur. Zudem schrieb er regelmäßig Kommentare für die Jüdische Allgemeine. Seit 2017 ist er Redakteur der evangelischen Monatszeitschrift Zeitzeichen.
Gessler war Vorstandsmitglied der internationalen Journalistenorganisation journalists.network. 2022 trat er dem PEN Berlin bei.

## Veröffentlichungen (Auswahl)
- Kampf der Identitäten. Für eine Rückbesinnung auf linke Ideale. (Co-Autor: Jan Feddersen), Ch. Links Verlag, Berlin 2021, ISBN 978-3-96289-124-4.
- Phrase Unser. Die blutleere Sprache der Kirche. (Co-Autor: Jan Feddersen), Claudius-Verlag, München 2020, ISBN 978-3-532-62844-7.
- Wolfgang Huber. Ein Leben für Protestantismus und Politik. Kreuz-Verlag, Freiburg 2012, ISBN 978-3-451-61110-0.
- Der neue Antisemitismus. Hinter den Kulissen der Normalität. Herder, Freiburg 2004, ISBN 978-3-451-05493-8.